# Adolf Fäh
Adolf Fäh (auch Adolph Fäh; * 29. März 1858 in Ragaz; † 10. Dezember 1932 in St. Gallen) war ein katholischer Priester, Stiftsbibliothekar, Kunsthistoriker, Dozent für Kunstgeschichte, Experte für Kirchenbau und religiöser Schriftsteller.

## Leben
Fäh war heimatberechtigt in Kaltbrunn. Sein Geburtsdatum ist uneinheitlich überliefert. Seine Eltern waren Joseph Martin Fäh und Theresia geb. Fischli. Er besuchte das Gymnasium in St. Gallen und war dort im bischöflichen Knabenseminar St. Georgen bis zu dessen kulturkampfbedingter Aufhebung 1874 interner Zögling. Die restliche Gymnasialzeit verbrachte er in Freiburg im Üechtland, wo er der dortigen Sektion des Schweizerischen Studentenvereins beitrat (ab 1883 Ehrenmitglied). 1876/77 studierte er Philosophie, anschliessend bis 1879 Theologie in den Kursen I und II an der Universität Würzburg. Es folgte ein Studium der Kunstgeschichte 1879 in München, das er jedoch unterbrach, um 1879/80 mit dem III. theologischen Kurs am Bischöflichen Lyzeum Eichstätt das Theologiestudium abzuschliessen.
Anschliessend begab sich Fäh wieder nach München, wo er 1880/81 im Georgianum wohnte. Sein Studium der Kunstgeschichte setzte er dann in St. Gallen und in Freiburg im Üechtland fort. Ab Herbst 1881 findet man ihn zum IV. theologischen Kurs, der praktischen Vorbereitung auf den Priesterberuf, im Priesterseminar St. Georgen bei St. Gallen. Am 25. März 1882 empfing Fäh in Chur die Priesterweihe. Danach war er im Bistum St. Gallen seelsorgerlich tätig, und zwar von 1882 bis 1885 als Kaplan in Waldkirch. 1884 wurde er an der Universität München zum Dr. phil. promoviert; sein Dissertationsthema war «Das Madonnen-Ideal in den älteren deutschen Schulen».

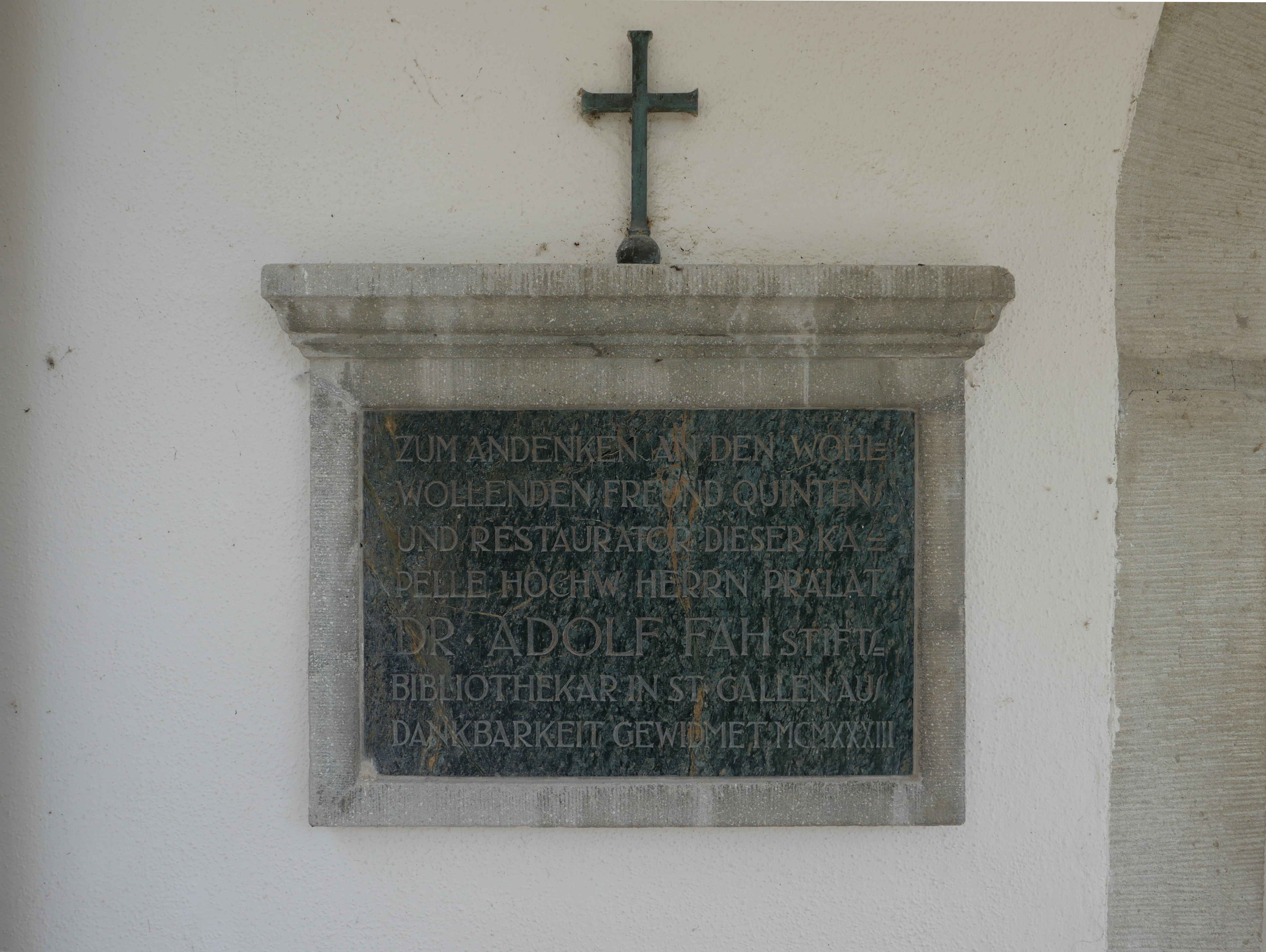
Gedenktafel von 1933 für Fäh am Eingang der Kapelle St. Bernhard in Quinten als Erinnerung an seinen Beitrag zur Restaurierung des Kirchengebäudes

1885 wurde Fäh Missionspfarrer in Speicher. Von dort wurde er 1892 zum Stiftsbibliothekar nach St. Gallen berufen; dies blieb er bis zum Lebensende. Parallel wirkte er 1894 bis 1922 als Jugendseelsorger. So war er Präses, d. h. geistlicher Leiter, der Katholischen Jungmannschaft der Stadt St. Gallen und von 1903 bis 1910 St. Galler Diözesanpräses der Jünglingskongregation. Er gründete in St. Gallen die Lehrlingsheime «Rosendamm» und «Merkuria» und fungierte ab 1905 als Redaktor des von ihm gegründeten Vereinsorgans Zukunft der katholischen Jünglingsvereine. Zugleich dozierte er mehrere Jahre Kunstgeschichte an der Handelshochschule St. Gallen; 1896 war sein umfangreicher «Grundriss der Geschichte der bildenden Künste» erschienen.
Zusammen mit August Hardegger war Fäh über Jahrzehnte hin massgeblicher Experte für den Kirchenbau im Bistum St. Gallen. Daneben förderte er als einer der ersten die Heimatschutzbewegung auf sanktgallisch-appenzellischem Boden. Er befasste sich kunsthistorisch mit dem gesamten St. Galler Stiftsbezirk, insbesondere mit der Kathedrale und der Stiftsbibliothek. Eine besondere Vorliebe hatte er zur St. Galler Stickerei, die er kulturgeschichtlich erforschte. Zusammen mit seinem Freund Leopold Iklé, einem versierten Sammler, veröffentlichte er zwei umfangreiche Tafelbände zu Spitzen und Stickereien. Ausserdem verfasste er Biographien von Künstlern und von katholischen Geistlichen. Daneben schrieb er christliche Erbauungsliteratur. 1906 wurde er Mitglied im Münchner Verein für Christliche Kunst. Sein Nachlass befindet sich in der Stiftsbibliothek St. Gallen.

## Ehrung
1922 wurde er Päpstlicher Hausprälat.

## Veröffentlichungen
- Beiträge in Periodika der Schweiz und Deutschlands, u. a. der Münchener Zeitschrift für christliche Kunst
- Das Madonnen-Ideal in den älteren deutschen Schulen (1884)
- Die Kapelle in Tuferswil bei Lütisburg. Ein Beitrag zur mittelalterlichen Kunstgeschichte (1886)
- Grundriss der Geschichte der bildenden Künste (1897; 2. Aufl. 1903)
- Ein Weihgeschenk des Fürstenlandes an das Kloster St. Gallen (1889)
- Textile Vorbilder aus der Sammlung Iklé in St. Gallen (1890)
- Eine Fest-Idylle aus den Bündner-Bergen (1894)
- Zur Erinnerung an das 25-jährige Pfarr-Jubiläum des … Eberhard Walser (1894)
- Landammann J. B. E. Rusch von Appenzell (1896)
- Die Kathedrale in St. Gallen und die Stiftsbibliothek. Meisterwerke des Rokoko-Stils. (1756–1763), Tafelwerk, 2 Bde. (1896/1900)
- P. Iso Walser, O. S. B. (1897)
- Die Kathedrale in St. Gallen (1899)
- Aus der Geschichte der Gemeinde Walenstadt und des Sarganserlandes (1900)
- Die Baugeschichte der Stiftsbibliothek zu St. Gallen (1900) (Digitalisat)
- Eine Immortelle auf das Grab des Herrn Jos. Ant. Sennhauser-Stadler sel. Kantonsrat (1900)
- Kunstmaler Severin Benz-Stoffel. Biographisches Essay (1901)
- Die Grafen von Toggenburg. Festspiel in 5 Akten (1903)
- Der Jugendfreund und Volksschriftsteller Franz Xaver Wetzel, durch Freundeshand gezeichnet (1904)
- Kunsthistorische Wanderungen durch Katalonien (1905)
- L’art Catalana (1906)
- Einblattdrucke des 15. Jahrhunderts. Kolorierte Frühdrucke aus der Stiftsbibliothek St. Gallen. 43 handkolorierte Tafeln (1906)
- Der Chorknabe von (des?) Montserrat. Novellistische Reiseerinnerungen aus Katalonien (1907)
- St. Gallische Miniaturen des 16. Jahrhunderts (1907)
- Leopold Iklé (mit Adolf Fäh und Emil Wild): Textilsammlung Iklé. Katalog (1908)
- Die Kunst des Mittelalters (1909)
- Predigten des Hochwst. Herrn Dr. Augustin Egger, herausgegeben in 5 Bänden (1910–1913)
- Damian Forment, ein Bildhauer des XVI. Jd.’s. (1910)
- Gelobt sei Jesus Christus! Bilder aus dem Leben unseres Heilandes und seiner lieben Heiligen (1910)
- Der Weg zum Glück. Ein Hausschatz für das katholische Volk. Besorgt aus dem Nachlass Franz Xaver Wetzels (1911)
- Die Textiliensammlung des Kollegiums in Appenzell (1911)
- Die Spitze, eine Blüte der Renaissance (1911)
- Erinnerungen der Liebe und Dankbarkeit an P. Eberhard Walser, O. M. Cap., (Kapuziner-)Superior in Mastrils (1911)
- Aus dem Atelier eines Schweizer-Künstlers. Die Handzeichnungen des Kunstmalers Severin Benz im Kollegium St. Anton in Appenzell (1911)
- Murillo (1912)
- Die Jünglinge des Alten Testamentes (2. Aufl. 1912)
- Eine Gedächtniskirche zum Andenken an Bischof Ferdinandus Rüegg (in Lienz bei Rüthi) (1913)
- Aus einer altehrwürdigen Kulturstätte (St. Gallen) (1913)
- Leopold Iklé und Adolph Fäh: Beiträge zur Entwicklungsgeschichte der Spitze, herausgegeben vom Kaufmännischen Directorium St. Gallen (1913)
- Textile Vorbilder aus der Sammlung Jklé in St. Gallen (1913)
- Führer durch die Kathedrale von St. Gallen (1913)
- Das goldene Katholikenbuch. Leitsterne für das gläubige Volk von Dekan Fr. X. Wetzel, hg. aus dessen hinterlassenen Handschriften von Adolf Fäh (1914)
- Unser Kaiserjäger (Johann Schertler von Wolfurt) 1889–1914 (1914)
- Ein Erinnerungsblatt, niedergelegt am frischen Grabe des hochw. Herrn Canonikus Dr. Karl Keel, Domkatechet (1915)
- Beiträge zur Geschichte der Handstickerei von Appenzell I.-Rh. (1915)
- Schweizer Treue und Deutscher Heldenmut (1915)
- Velázquez. Die Kunst dem Volke. Nr. 27 (1916)
- Franz Vettiger. Das künstlerische Erbe seiner Vaterstadt (1917)
- Baugeschichte der Stiftskirche in Pfäfers (1917)
- Die Villa «Ray» des H. Direktor A. Dorer-Roth in Quarten am Wallensee, erbaut von Architekt W. Schäfer in Weesen (1919)
- Die Sammlung Jklé. Beiträge zu einer Entwicklungsgeschichte der Spitze (1919)
- La collection Iklé (1919)
- Dekan und Kanonikus Joh. Ign. Oesch, Pfarrer von Ragaz, 1835–1920 (1920)
- Leopold Iklé (1838–1922), Gedenkblätter unter Zugrundelegung seiner Memoiren (1922)
- Ein Veterane der ostschweizerischen Industrie (1922; 1923)
- Die Chorstühle der Kathedrale von St. Gallen (1923)
- Die Rückkehr eines Verbannten in seine Heimat (1923)
- Koptische Textilien (1925)
- Die Pariser Weltausstellung der arts décoratifs (1925)
- Gelobt sei Jesus Christus! (1925)
- Die hl. Wiborada, Jungfrau und Martyrin (1926)
- Das Marienleben. Ein Zyklus von 12 Bildern von Martin v. Feuerstein (1926)
- Die Schicksale der Kathedrale St. Gallen seit ihrer Erbauung (1926; 1928?)
- Die Stiftsbibliothek in St. Gallen und ihre Handschriften. In: Die Ernte (1927)
- Das Zentenarium der Erfindung unserer Stickmaschine (1928)
- Werke in Edelmetall der Pfarrkirche in Rorschach (1928)
- Die Stiftsbibliothek in St. Gallen. Der Bau und seine Schätze. In: Neujahrsblatt des Historischen Vereins des Kantons St. Gallen. 69 (1929)
- Die Schlusssteine der Gewölbe im Refektorium in Mariaberg (1929)
- Die Schlusssteine im östlichen Teile des Kreuzganges in Mariaberg (1930)
- Eine willkommene Bereicherung des st. gallischen Kunstbesitzes (1930)
- Damián Forment (1940)
- Kirchenmaler Franz Vettiger. 1846–1917 (hg. v. Benno Schubiger) (1977)

## Biobibliographische Literatur
- Keiters Katholischer Literaturkalender (1907), S. 131
- Kürschners Literatur-Kalender auf das Jahr 1917, Sp. 392
- Katholischer Literaturkalender (1926), S. 76 (mit Bibliographie)
- Monat-Rosen, Zeitschrift des Schweizerischen Studentenvereins. 77. Jg. (1932/33), S. 90–92 (mit Portr.-Abb.)
- Die Ostschweiz vom 12. Dezember 1932
- St. Galler Tagblatt (1932), Nr. 583
- Schweizerische Kirchenzeitung (1932), S. 443
- Der Grosse Herder. Band IV (1932), Sp. 599
- Wilhelm Kosch: Das katholische Deutschland. Band I (1933), Sp. 688 f.
- Appenzellische Jahrbücher (1933)
- Biographisches Lexikon verstorbener Schweizer II
- St. Galler Jahresmappe 1934, S. 18 f.; dass. als Sonderdruck: Dora F. Rittmeyer: Zum Andenken an Stiftsbibliothekar Dr. Adolph Fäh (1934)
- Neujahrsblätter des Historischen Vereins des Kantons St. Gallen. 74 (1934), S. 83 f.
- Karl Schönenberger: Geschichte des Schweizerischen Studentenvereins. Umgearbeitet, gekürzt und fortgeführt auf Grundlage der 2. Auflage von Dr. Sebastian Grüter (1940/41), S. 334
- Josephus Meile (Red.): Hundert Jahre Diözese St. Gallen (1947), S. 257, 332
- Cornel Dora: Nachlass Adolf Fäh (1993)
- Deutsche Biographische Enzyklopädie (DBE). Band III (1996), S. 216
- Siegfried Schieweck-Mauk: «… unvergessliche Jahre». Schweizer Studenten am bischöflichen Lyzeum Eichstätt (1848–1912). Abhandlungen zum Studenten- und Hochschulwesen, Band 15. SH-Verlag, Köln 2007, S. 250–252, ISBN 978-3-89498-174-7